# Incredible Expanding Mindfuck
Incredible Expanding Mindfuck, também conhecida como I.E.M., foi um projeto musical de Steven Wilson (frontman da banda inglesa Porcupine Tree). Seus trabalhos tem principal influência no Krautrock e música experimental dos anos 60 e 70.

## História
I.E.M. é raramente discutido por Wilson em entrevistas e as embalagens dos álbuns fornecem muito pouca informação.
O nome "Incredible Expanding Mindfuck" é uma piada referindo-se ao material promocional do Porcupine Tree.
O trabalho de Wilson com I.E.M. é, em parte, uma continuação do som psicodélico experimental que ele tinha inicialmente com Porcupine Tree antes da banda se dirigir para uma direção mais rock mainstream com o álbum Stupid Dream. Ele também citou "o jazz cósmico de artistas como Sun Ra" como uma influência sobre a música.
O trabalho do I.E.M. é de natureza mais experimental do que a do Porcupine Tree, e é quase que totalmente instrumental. Quase todos os instrumentos na I.E.M. são gravados por Wilson (embora outros contribuintes têm incluído o ex-baterista daBark Psychosis, Mark Simnett).
O primeiro álbum do I.E.M. auto-intitulado foi gravado na em gravadora original do Porcupine Tree, Delerium Records, em 1996. Ele foi seguido por uma única edição limitada chamada An Escalator to Christmas. Versões posteriores têm ocasionalmente seguido, com pouco alarde.
O álbum mais recente do I.E.M. com música inéditas é de 2001 (apesar de em 2005 o álbum de compilação IEM 1996-1999 inclui algum material inédito). O projeto tem sido cada vez mais deixaxo para trás por outros projetos de Wilson, mais notavelmente para Porcupine Tree, Blackfield e Bass Communion, mas também para No-Man e seu trabalho solo (que contém continuações de ideias exploradas pelo I.E.M).
Um boxset com 4 CDs com os álbuns An Escalator to Christmas, Arcadia Son e I.E.M. Have Come for Your Children foi lançado pela ToneFloat Records em junho de 2010. Limitado a 2.000 cópias, o boxset é descrito como "tanto uma homenagem e um último adeus da IEM" Cada CD é embalado em seu próprio estilo japonês manga mini-LP dentro de uma caixa de slipcase capa dura. Ele também inclui um livreto de 60 páginas desenhado por Carl Glover.

## Discografia
- 1996 - I.E.M.
- 1999 - An Escalator to Christmas
- 2001 - Arcadia Son
- 2001 - I.E.M. Have Come for Your Children
- 2005 - I.E.M. 1996-1999
- 2010 - Complete I.E.M.